# Rafał Bień
Rafał Bień – polski muzyk, aranżer, kompozytor, remikser i producent muzyczny pochodzący z Sopotu. 

## Życiorys
W młodości uczęszczał do szkoły muzycznej w klasach fortepianu i saksofonu. Jest autorem ponad 300 aranżacji i kompozycji w najrozmaitszych gatunkach muzycznych – pop, dance, trance, ale także: muzyka filmowa, klasyczna, teatralna, dziecięca. W swoich produkcjach posługuje się pseudonimami lub nazwami projektów, rzadziej prawdziwym nazwiskiem. Występuje także jako Bass Fun, oraz jako połowa duetu Silver Bross

## Współpraca
Przygotował remiksy zespołów i wokalistów takich jak: Rafał Brzozowski, K.A.S.A., Ania Rusowicz, Tim Berg, Michał Milowicz, Blue Cafe, Stachursky, De Mono, Martin Solveig, Cover Up, Kombii, Zero, Sash!, Ha-Dwa-O!, Sumptuastic, Papa Dance, Queens, Ann Winsborn.